# بی‌طرفی
بی‌طرفی یکی از اصلی ترین اصول عدالت است مبنی بر اینکه تصمیمات باید بر مبنای معیارهای عینی و شهودی باشد، نه بر مبنای گرایش‌های خاص، جانبدارانه،  پیش‌داوری یا نفع‌طلبی. معمولاً نگاه بی‌طرفانه، نگاه اخلاقی محسوب می‌شود.بی طرفی باعث میشود کمتر دچار خطا شوید
اما بی‌طرفی نیز اصولی دارد؛ درگیر احساسات نشدن و احساسی تصمیم نگرفتن و نگاه عاقلانه به موضوع یکی از نیاز های بی‌طرفی است که قاضیان در ایران در دانشگاه علوم قضایی مطالعاتی در این مورد دارند.
این مورد از اصول قضاوت در کتاب هایی از فیلسوف های یونانی، ایرانی، شرقی و غربی همیشه مورد بحث بوده و کتاب‌هایی نیز نوشته شده.